# Anyphaenoides samiria
Anyphaenoides samiria är en spindelart som beskrevs av Antonio D. Brescovit 1998. Anyphaenoides samiria ingår i släktet Anyphaenoides och familjen spökspindlar.
Artens utbredningsområde är Peru. Inga underarter finns listade i Catalogue of Life.